# Głusk (gromada w powiecie lubelskim)
Głusk – dawna gromada, czyli najmniejsza jednostka podziału terytorialnego Polskiej Rzeczypospolitej Ludowej w latach 1954–1972.
Gromady, z gromadzkimi radami narodowymi (GRN) jako organami władzy najniższego stopnia na wsi, funkcjonowały od reformy reorganizującej administrację wiejską przeprowadzonej jesienią 1954 do momentu ich zniesienia z dniem 1 stycznia 1973, tym samym wypierając organizację gminną w latach 1954–1972.
Gromadę Głusk z siedzibą GRN w Głusku (obecnie w granicach Lublina) utworzono – jako jedną z 8759 gromad na obszarze Polski – w powiecie lubelskim w woj. lubelskim na mocy uchwały nr 12 WRN w Lublinie z dnia 5 października 1954. W skład jednostki weszły obszary dotychczasowych gromad Głusk, Abramowice Prywatne, Abramowice Kościelne, Wólka Abramowicka i Dominów ze zniesionej gminy Zemborzyce w tymże powiecie. Dla gromady ustalono 27 członków gromadzkiej rady narodowej.
1 stycznia 1959 z gromady Głusk wyłączono obszar byłego majątku Abramowice z obiektem szpitala psychiatrycznego o łącznej powierzchni 240 ha, włączając je do Lublina, miasta na prawach powiatu w tymże województwie.
1 stycznia 1960 do gromady Głusk włączono obszar zniesionej gromady Mętów w tymże powiecie.
1 stycznia 1962 do gromady Głusk włączono obszar zniesionej gromady Wilczopole w tymże powiecie.
Gromada przetrwała do końca 1972 roku, czyli do kolejnej reformy gminnej. 1 stycznia 1973 w powiecie lubelskim utworzono (właściwie reaktywowano) gminę Głusk.